# Список умерших в 1323 году

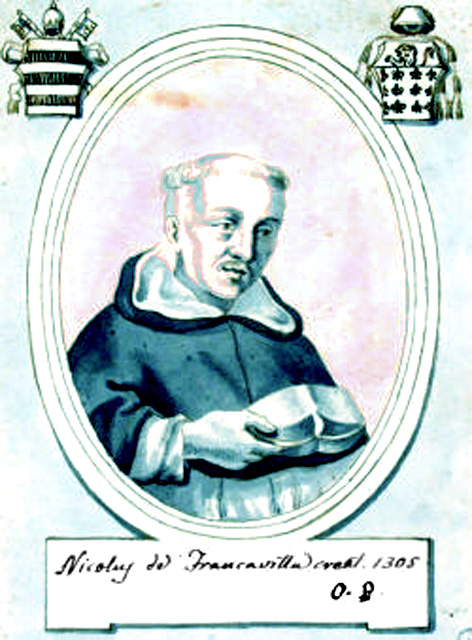
Никола Кенье де Фреовиль

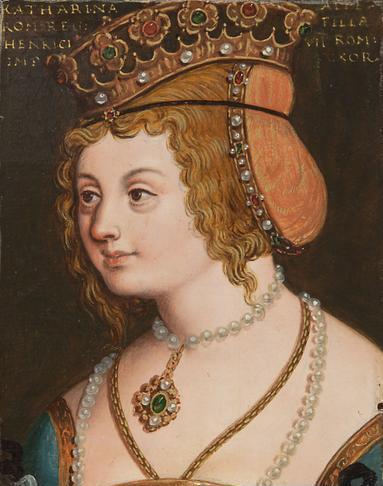
Екатерина Австрийская

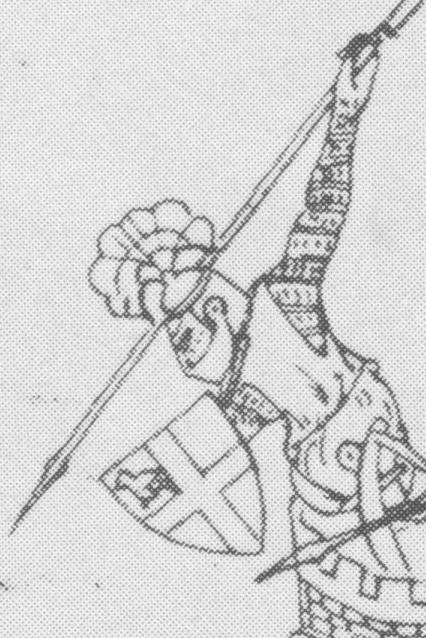
Эндрю Харкли, 1-й граф Карлайл

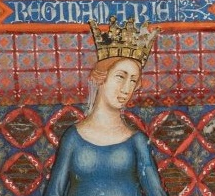
Мария Венгерская

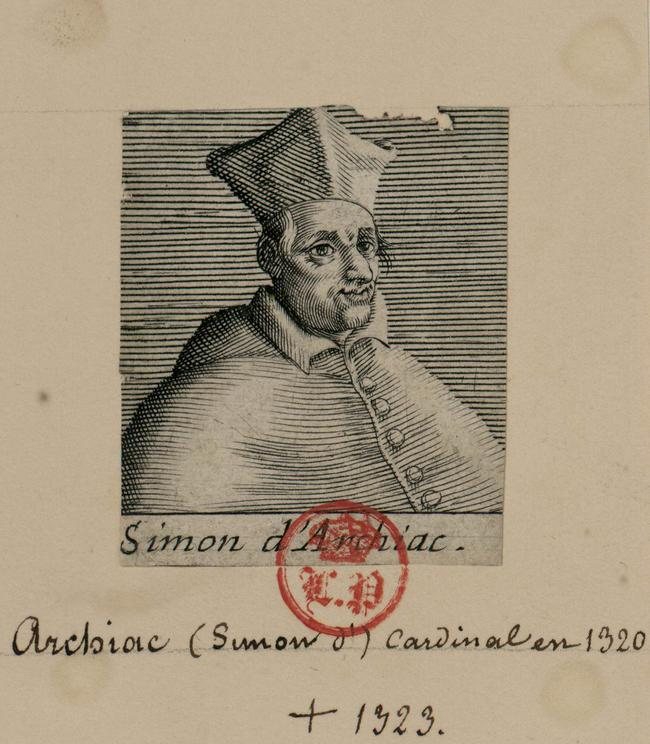
Симон д' Арчиак

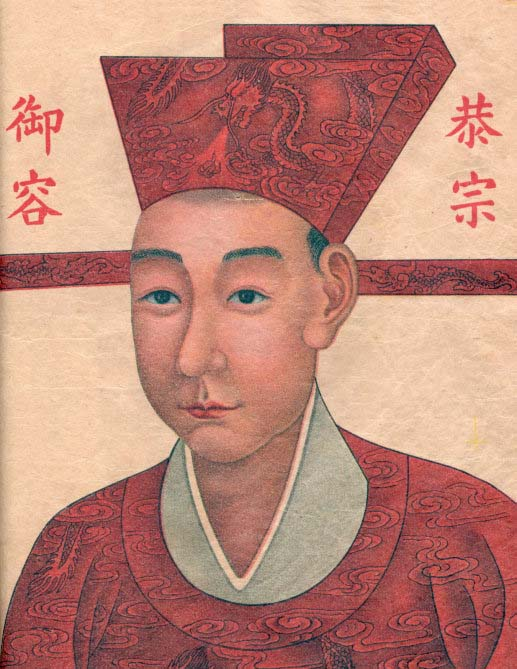
Гун-цзун

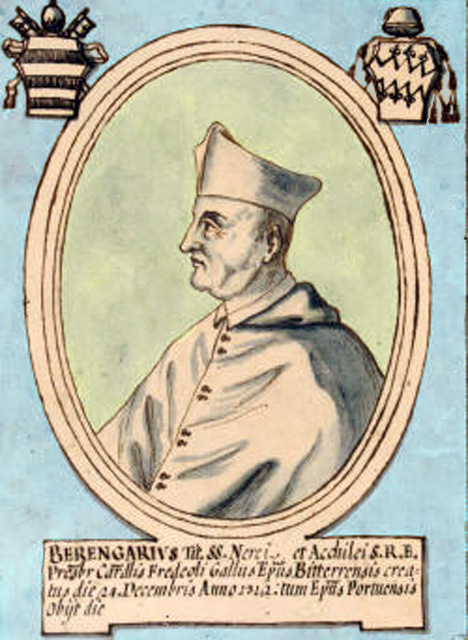
Беренже Фредоль Старший

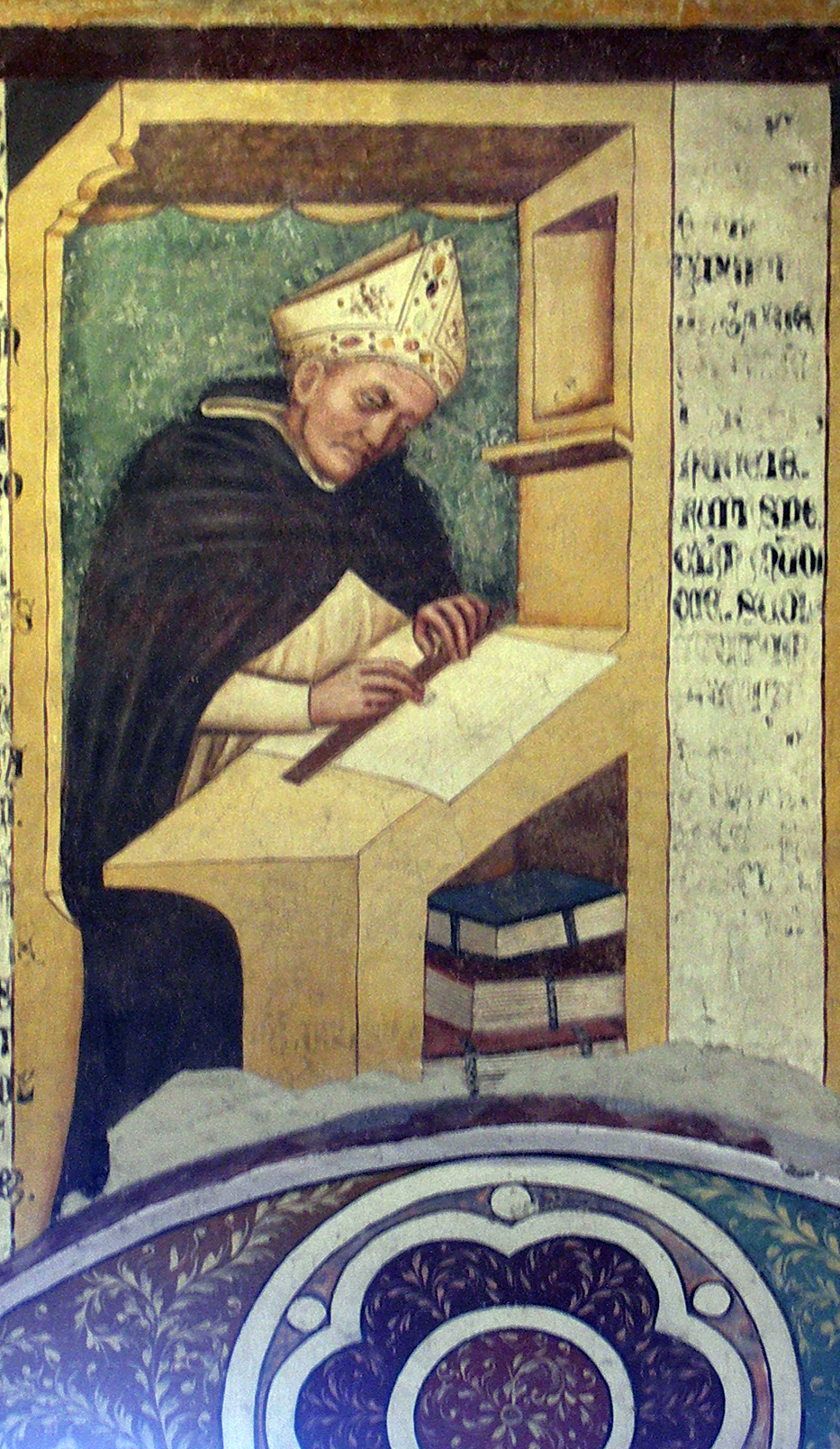
Августин Казотич

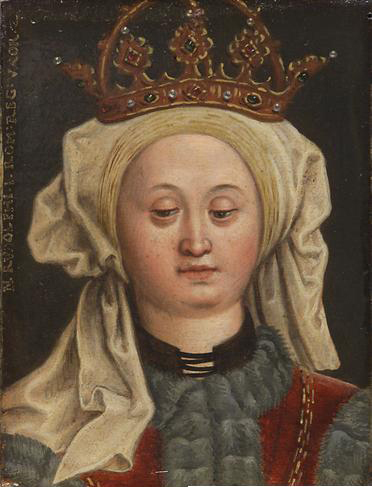
Изабелла Бургундская

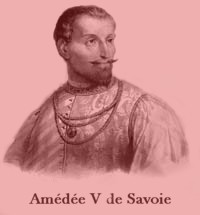
Амадей V

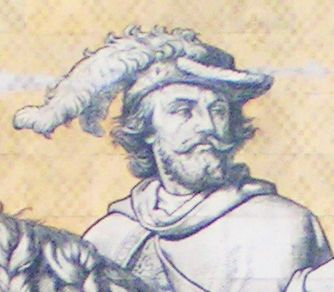
Фридрих I Укушенный

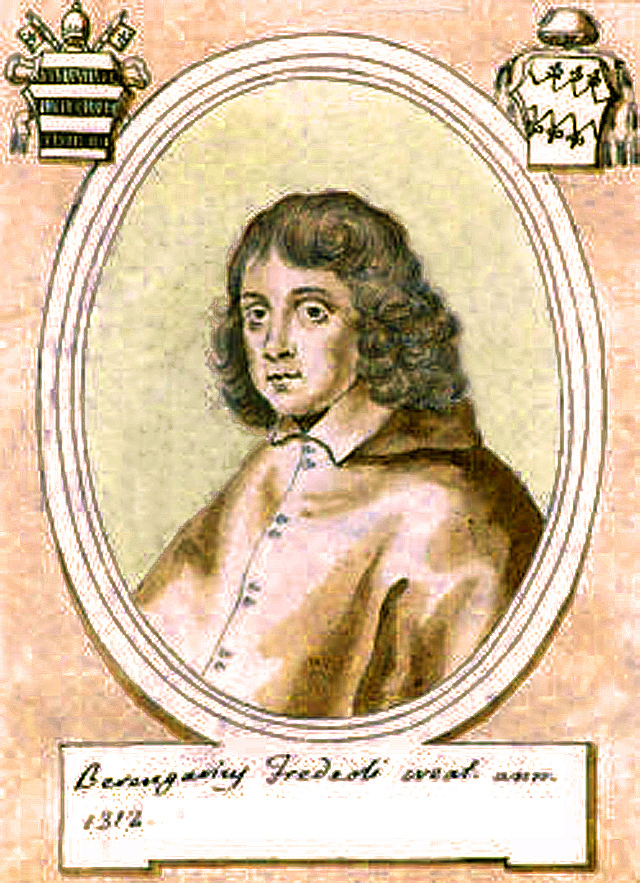
Беренжер Фредоль младший

В этой статье представлен список известных людей, умерших в 1323 году.
См. также: Категория:Умершие в 1323 году

## Январь
- 8 января — Бертран де Лангиссел[англ.] — епископ Нима (1280—1323)
- 15 января — Никола Кенье де Фреовиль — кардинал-священник de S. Eusebio, кардинал-священник de S. Prassede, кардинал-священник de S. Sabina (1305—1323), Камерленго Коллегии кардиналов (1312—1313)
- 18 января — Екатерина Австрийская — дочь короля Германии Альбрехта I, герцогиня-консорт Калабрии, жена наследника королевства Неаполя Карла Калабрийского
- 28 января — Уильям II — граф Росс из клана Росс, видная фигура в войне шотландцев за независимость.

## Февраль
- 28 февраля — Энрике Энрикес старший[англ.] — испанский дворянин, внук короля Кастилии Фернандо III

## Март
- 3 марта — Эндрю Харкли — первый граф Карлайл (1322—1323), английский военачальник, руководитель королевских войск в битве при Боробридже (1322); казнён по обвинению в измене.
- 25 марта — Мария Венгерская — дочь венгерского короля Иштвана V, Королева-консорт Неаполитанского королевства (1285—1309), жена Карла II Анжуйского
- 27 марта — Пьер д’Орон[нем.] — епископ Лозанны (1313—1323)
- Жанна Тарантская (Анжуйская)[англ.] — королева-консорт Киликийской Армении (1316—1320), жена Ошина

## Апрель
- 2 апреля — Генрих III — граф Горицы (1304—1323).
- 12 апреля — Риго Ассиерский[англ.] — епископ Уинчестера (1319—1323)
- 13 апреля — Жанна де Лузиньян — наследница графства Ла Марш, продавшая свои права королю Франции
- 13 апреля — Жоффруа де ла Э[фр.] — архиепископ Тура (1313—1323)
- 21 апреля — Феодор Философ Болгарский (Камский) — русский православный святой, мученик, убит мусульманами

## Май
- 14 мая — Симон д’Аршьяк[фр.] — архиепископ Вьена (1319—1320), кардинал-священник de S. Prisca (1320—1321)
- Гун-цзун — китайский император империи Южная Сун (1274—1276); покончил жизнь самоубийством по приказу императора Шидэбалы
- Изабелла II — принцесса Киликийской Армении из рода Хетумидов; убита

## Июнь
- 11 июня — Беренже де Фредоль Старший — епископ Безье (1294—1395), кардинал-священник Санти-Нерео-эд-Акиллео (1305—1309), кардинал-епископ Фраскати (1309—1323), великий пенитенциарий (1306—1323), декан Коллегии кардиналов (1321-1323).
- 19 июня — Мехтильда Нассауская[англ.] — дочь короля Германии Адольфа Нассауского, герцогиня-консорт Баварии (1294—1317), жена Рудольфа I

## Июль
- 13 июля — Аймон де Шатильон[нем.] — епископ Сьона (1308—1323)
- 14 июля — Ральф Грейсток (23) — 1-й барон Грейсток (1321—1323).
- 19 июля — Пьетро Крисци да Фолиньо[итал.] — итальянский святой римско-католической церкви.

## Август
- 3 августа — Августин Казотич — епископ Загреба (1303—1322), епископ Лучеры (1322—1323), святой римско-католической церкви.
- 7 августа — Гервей Наталис — монах-доминиканец, философ-томист, один из ближайших последователей Фомы Аквинского, Генеральный магистр ордена проповедников (1318—1323).
- 14 августа — Чжунфэн Минбэнь — выдающийся мастер чань-буддизма линии Линьцзи
- Изабелла Бургундская — королева-консорт Германии (1284—1291), жена Рудольфа I

## Сентябрь
- 4 сентября — Шидэбала (20) — император Китая из династии Юань, каан Монгольской империи (1320—1323), убит во время «государственного переворота в Нанпо».
- 22 сентября — Козьма Зографский[англ.] — болгарский монах, святой православной церкви
- 27 сентября — Эльзеар де Сабран — итальянский дворянин, позднее францисканский монах, святой римско-католической церкви
- Со О[англ.] — король Хантавади (1311—1323)

## Октябрь
- 11 октября — Генрих II[нем.] — граф Спонхейм-Старкенбург (1323), соправитель отца
- 16 октября:
  - Рауль Русселе[фр.] — епископ Сен-Мало (1310—1316), епископ Лана (1317—1323);
  - Амадей V (74) — граф Савойи (1285—1322).
- 28 октября — Джон Грей — барон Грей де Уилтон (1268—1323).

## Ноябрь
- 16 ноября — Фридрих I Укушенный — пфальцграф Саксонии (1281—1291), маркграф Мейсена (1291—1323), ландграф Тюрингии (1298—1323)
- Беренжер де Фредоль младший — епископ Безье (1309—1312), кардинал-священник Санти-Нерео-эд-Акиллео (1312—1317), кардинал-епископ Порто-Санта Руфина (1317—1323), декан коллегии кардиналов (1323).

## Декабрь
- 25 декабря — Фридрих II[нем.] — граф Ритберга (1302—1323)
- 26 декабря — Бернхард II[англ.] — князь Ангальт-Бернбурга (1287—1323).

## Дата неизвестна или требует уточнения
- Андреа Корнаро — маркиз Бодоницы (на правах жены) (1312—1323)
- Андрей (Герденев) — епископ Тверской и Кашинский (1289—1316)
- Андрей Юрьевич — князь Галицкий, Волынский (1308—1323); погиб в битве с татарами или литовцами.
- Бенвенуто Кампезани[англ.] — итальянский поэт
- Бланка Французская — дочь короля Франции Людовика IX, жена инфанта и наследника престола Кастилии Фернандо де ла Серда.
- Георгий I Дадиани[англ.] — правитель Мегрелии из рода Дадиани (1300—1323)
- Георгий II Тертер — царь Болгарии (1322—1323).
- Герхард IV — граф Гольштейн-Плён (1312—1323)
- Гульельмо I Санудо — герцог Архипелага (1303—1323).
- Ибн аль-Фувати[англ.] — иракский историк
- Ибн Аджуррум — арабский марокканский учёный-грамматик и правовед
- Ламба Дориа[англ.] — генуэзский адмирал, победитель в сражении при Курцоле над венецианским флотом
- Лев Юрьевич — князь Галицкий, Волынский (1308—1323); погиб в битве с татарами или литовцами.
- Лертхай — король Сукхотаи (1298—1323).
- Малхун-хатун — супруга основателя Османской империи Османа I, мать султана Османской империи Орхана I.
- Мария далле Карчери — маркиза-консорт Бодоницы, жена Альберто Паллавичини, маркиза Бодоницы после смерти мужа (1311—1323)
- Мино ди Грациано[англ.] — итальянский художник
- Мовсес Ерзнкаци — армянский писатель, богослов и педагог
- Мэри Брюс[англ.] — младшая сестра короля Шотландии Роберта Брюса
- Николай I — граф Шверина (1299—1323).
- Николай Орсини — Царь Эпира (1318—1323), Граф Кефалинии и Закинфа (1317—1323); убит.
- Пратапарудра II, последний правитель индийской династии Какатия (ок. 1289 — 1323), правил восточной частью Декана со столицей в Варангале.
- Раймонд Робауди[фр.] — епископ Марселя (1313—1319, архиепископ Амбрёна (1319—1323)
- Ринчан[англ.] — первый мусульманский правитель Кашмира
- Роберт Манро, 6-й барон Фоулис[англ.] — шотландский дворянин из клана Манро, барон Фоулис
- Зангпо Пал[англ.] — правитель Сакья (1306—1323)
- Сегебодо Криспин[нем.] — бургомистр Любека (1301—1323)
- София фон Дирн[нем.] — любовница князя Легницкого Болеслава II Рогатки.
- Эбаль Великий, правитель графства Аоста.